# Дотация
Дота́ция (от лат. dotatio — дар, пожертвование):
1. В российском законодательстве — межбюджетные трансферты, предоставляемые на безвозмездной и безвозвратной основе[1].
2. Денежные средства, выделяемые из государственного и местных бюджетов для оказания финансовой поддержки убыточным предприятиям, у которых денежная выручка от продажи производимого продукта меньше издержек на производство и продажу данного продукта, нижестоящим бюджетам для покрытия разрыва между их доходами и расходами[2].
3. Дополнительные выплаты работнику, оговоренные трудовым договором или законодательным актом, например, дотация на питание, на проезд к месту работы, выплаты на несовершеннолетних детей[3].

Дотация компенсирует повышенные издержки, покрывает убытки. Предоставление дотаций предприятиям позволяет, с одной стороны, предотвратить их банкротство, с другой — не допускать превышения розничных цен на отдельные потребительские товары и услуги, так как часть цены на эти товары оплачивается из бюджетных средств за счет дотации.
Если бы не было дотаций, производители переложили бы соответствующую им долю оплаты своих расходов на покупателей, что привело бы к росту цен. Однако дотации ложатся тяжелым грузом на государственный бюджет, порождают его дефицитность, вследствие чего приходится осуществлять дополнительную денежную эмиссию, приводящую к инфляции. Дотации широко распространены в странах, где преобладает государственно-административное управление{\displaystyle } экономикой, и в гораздо меньшей степени свойственны экономике рыночного типа, в которой требования самофинансирования и самоокупаемости являются довольно жесткими.